# Glenn L. Martin Company
A Glenn L. Martin Company foi uma empresa aeroespacial e de fabricação de aeronaves norte-americana, fundada em 16 de agosto de 1912, pelo pioneiro da aviação Glenn L. Martin.
A Companhia Martin produziu muitos aviões importante para a defesa dos Estados Unidos e seus aliados, especialmente durante a Segunda Guerra Mundial e a Guerra Fria.
Além disso, durante os anos 1950 e 1960, a Companhia Martin deixou a indústria aeronáutica e passou a se dedicar ao desenvolvimento de mísseis teleguiados e a exploração espacial.
Em 1961, ocorreu uma fusão entre a Martin e a empresa de mineração American-Marietta Corporation, formando a Martin Marietta Corporation. Em 1995, houve outra fusão entre a Martin Marietta e a gigante da área aeroespacial Lockheed formando a Lockheed Martin Corporation.